# Kiesgrube Immelborn
Die Kiesgrube Immelborn ist ein Kiestagebau und Badegewässer in der Gemeinde Barchfeld-Immelborn im Wartburgkreis in Thüringen.

## Lage
Der Kiesabbau erfolgt nördlich und östlich des Ortsteiles Immelborn. Die als Badegewässer freigegebenen Abbaufelder I und II befinden sich beiderseits der Bundesstraße 62 zwischen den Orten Immelborn und Barchfeld, das Abbaufeld III liegt nördlich von Immelborn.

## Kiesabbau

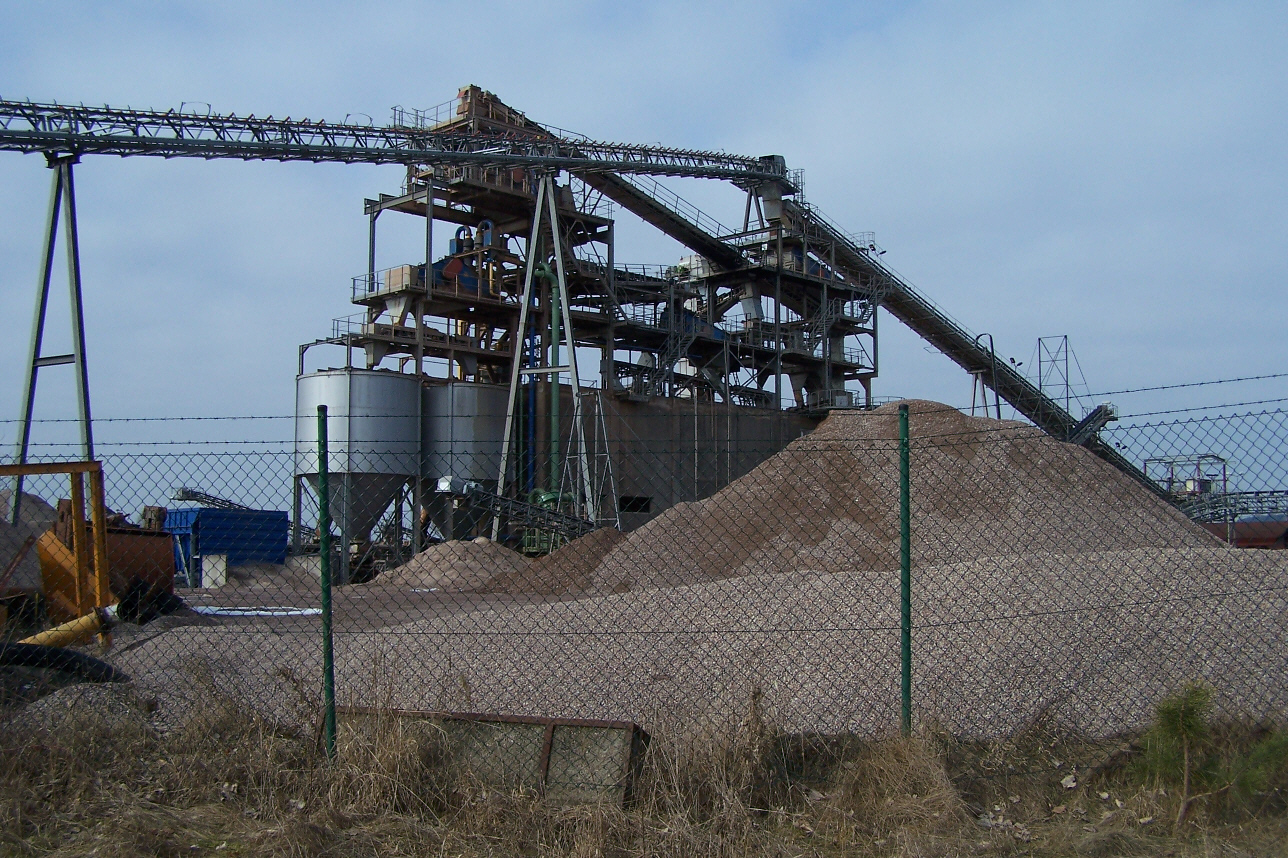
Das Kieswerk Immelborn (2011)

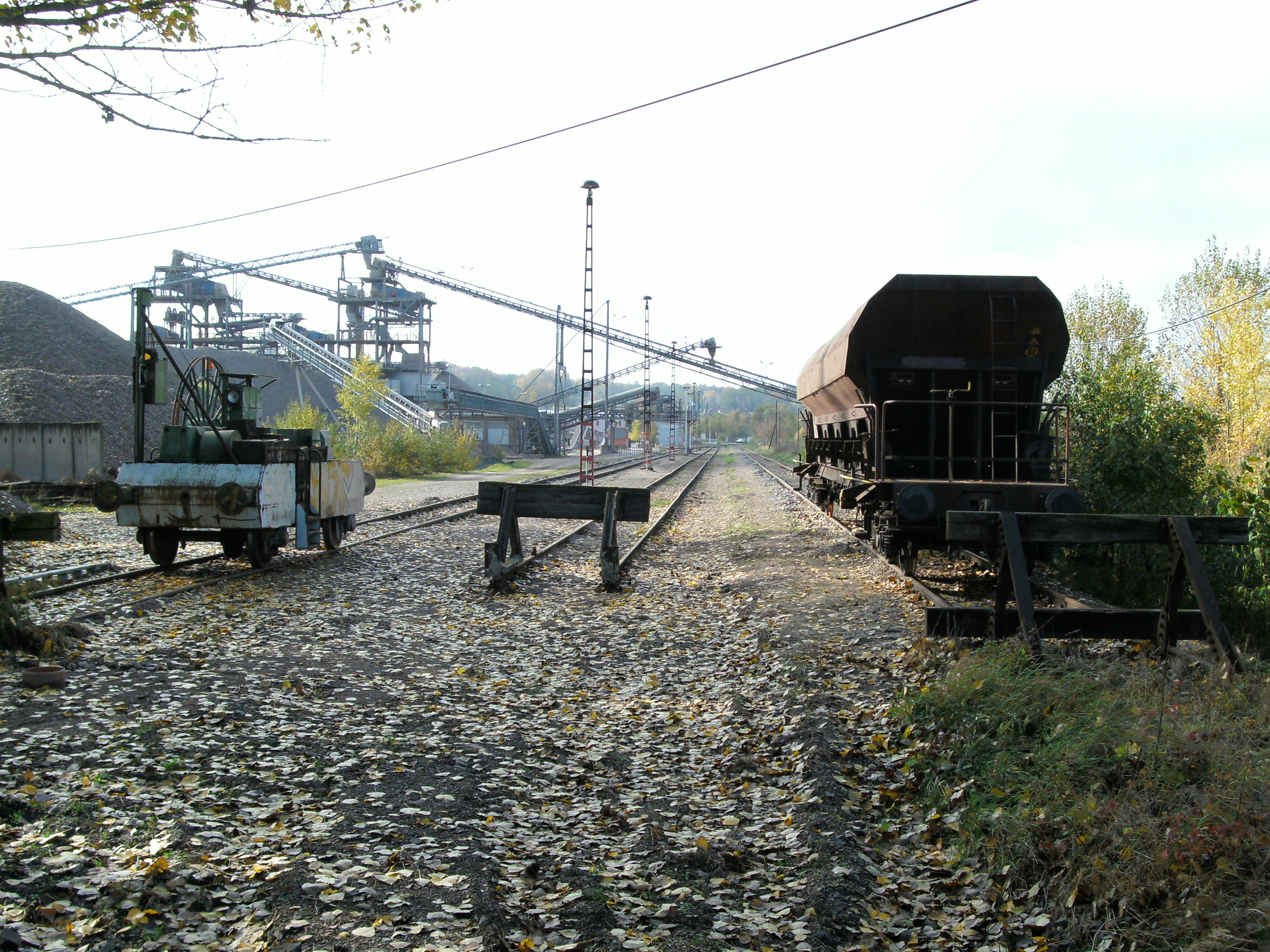
Ladegleise im Kieswerk Immelborn

1964 begann man östlich von Immelborn die Kiesvorkommen in der Werra-Aue abzubauen. Unter Einsatz von Schwimmbaggern entstanden Kiesgruben mit einer Tiefe von teilweise über 20 m, die sich schnell mit dem hoch anstehenden Grundwasser füllten. 1990 wurde das Kieswerk privatisiert. Der Abtransport des gewonnenen Materials erfolgt über Lastkraftwagen sowie ein im Bahnhof Immelborn von der Bahnstrecke Eisenach–Lichtenfels abzweigendes Ladegleis, einem Reststück der früheren Bahnstrecke Immelborn–Steinbach.

## Badesee
Anfang der 1970er Jahre setzte ein zunächst illegaler Badebetrieb an den entstandenen Kiesseen ein, der am südlich der Bundesstraße gelegenen Kiessee I zu Beginn der 1980er Jahre durch die zuständigen Behörden des Kreises Bad Salzungen legalisiert und organisiert wurde. Unter anderem wurde an dem See auch der erste FKK-Badebereich auf dem Gebiet des heutigen Thüringen ausgewiesen.
Seit 1990 wird der Badesee an der Kiesgrube Immelborn privat betrieben. 1998 wurde auch der nördlich der Bundesstraße gelegene Kiessee II als Badegewässer freigegeben.
Der Kiessee I und II Immelborn ist derzeit (2013) neben dem Schönsee bei Urnshausen das einzige Gewässer im Wartburgkreis, welches als Badegewässer im Sinne der Badegewässerrichtlinie erschlossen ist.
Mittelfristig soll der Badebetrieb am Kiessee I auf Grund der zunehmenden Verschlammung und der zu erwartenden Verschlechterung der Wasserqualität eingestellt werden, so dass dann nur noch der gegenüberliegende Kiessee II genutzt werden kann.